# Artbook
Los artbook (literalmente "libro de arte") son usualmente recopilatorios de imágenes artísticas o inéditas sobre una obra o idea conceptual específica, en ocasiones promovidos como producto coleccionable o utilizado para mercadear una obra en la que estén basados. Los artbook son particularmente populares en Japón, especialmente aquellos publicados por artistas manga o por estudios de anime, aunque es un término que también puede hacer referencias a recopilatorios especiales de imágenes de películas, series de televisión, o de artistas tales como fotógrafos o historietistas.